# Naczółek (zbroja końska)

Naczółek

Naczółek z kolcem

Naczółek (hełm koński, nagłówek) – jeden z elementów zbroi końskiej używany od starożytności do pierwszej poł. XVI w. n.e. Jego zadaniem była ochrona głowy konia przed zranieniem.

## Budowa
- Forma lekka chroniła tylko twarz i czoło konia, składała się z płyty mocowanej do głowy konia na paskach. Czasem dopełniała ją kolczuga chroniąca resztę głowy.

- Forma pełna chroniła całą głowę, składała się z płyty czołowej z doczepionymi blaszkami bocznymi, kratkami na oczy oraz zasłonkami uszu. Gardło chroniła kolczuga. Często mocowano też dziurkowaną płytkę (nachrapnik) z przodu chroniącą nozdrza i pysk konia.

- Wykonywano również naczółki końskie ze zbroi łuskowej i kolczugi; składały się one z płatu zbroi łuskowej zawiązywanego lub zapinanego paskami na gardle, z otworami na oczy chronionymi kratką, i niekiedy zasłonkami na uszy.

Niektóre lekkie naczółki wykonywano jedynie jako paski metalu połączone tak, by chronić czoło i twarz przed uderzeniem mieczem, ochrona takiego naczółka była jednak niewielka.
Z tyłu naczułka mocowano dużą płytę ochraniającą miejsce łączenia z nakarczkiem.
Uszy chroniono zasłaniając je blaszkami z przodu.
Do otworów na oczy mocowano kratki lub daszki w celu ochrony przed zranieniem.

### Ogłowie konia
Początkowo naczółki nakładano na zwykłe ogłowie. Jednak było to niewygodne dla konia, dla tego połączono obydwa elementy.
Ciężki naczółek posiadał mocowane nitami zwykle dwa paski przechodzące pod gardłem. Łączył się z nakarczkiem, co zastępowało pasek tylny. Do przodu mocowano wędzidło. 
Problemem pozostawały lejce, które często ucinano, by uniemożliwić kontrolę nad koniem. By temu zapobiec, lejce naszywano płytkami lub wykonywano w postaci łańcucha. Czasami spotkać można dodatkowe, małe lejce, które stosowano w przypadku uszkodzenia głównych. 
Niekiedy, by utrudnić chwytanie końcowy odcinek pokrywano kolcami.

## Galeria

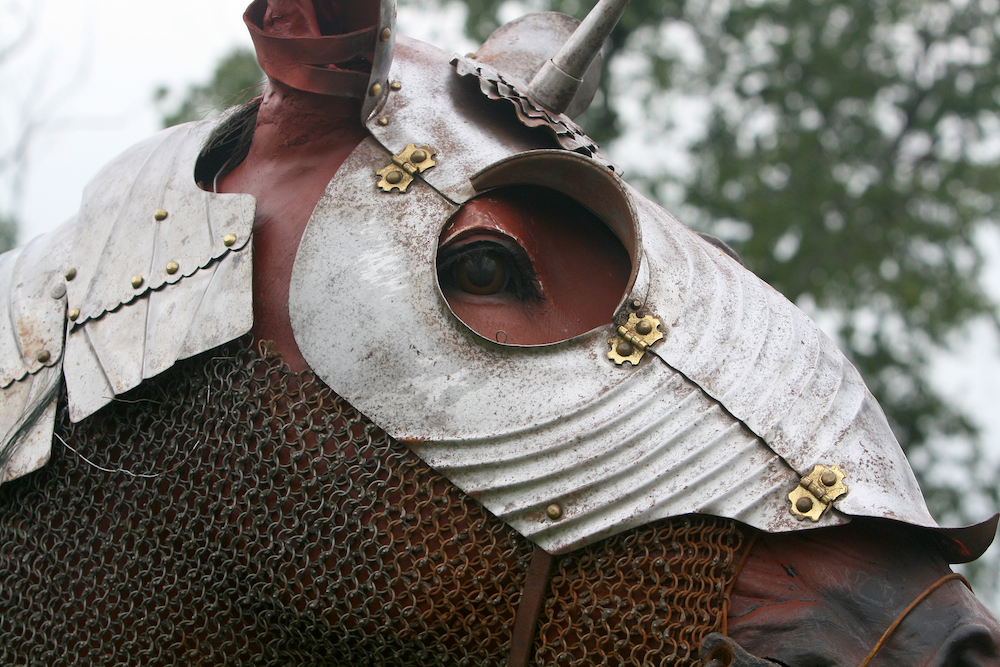
Naczółek koński, uzupełniony kolczugą
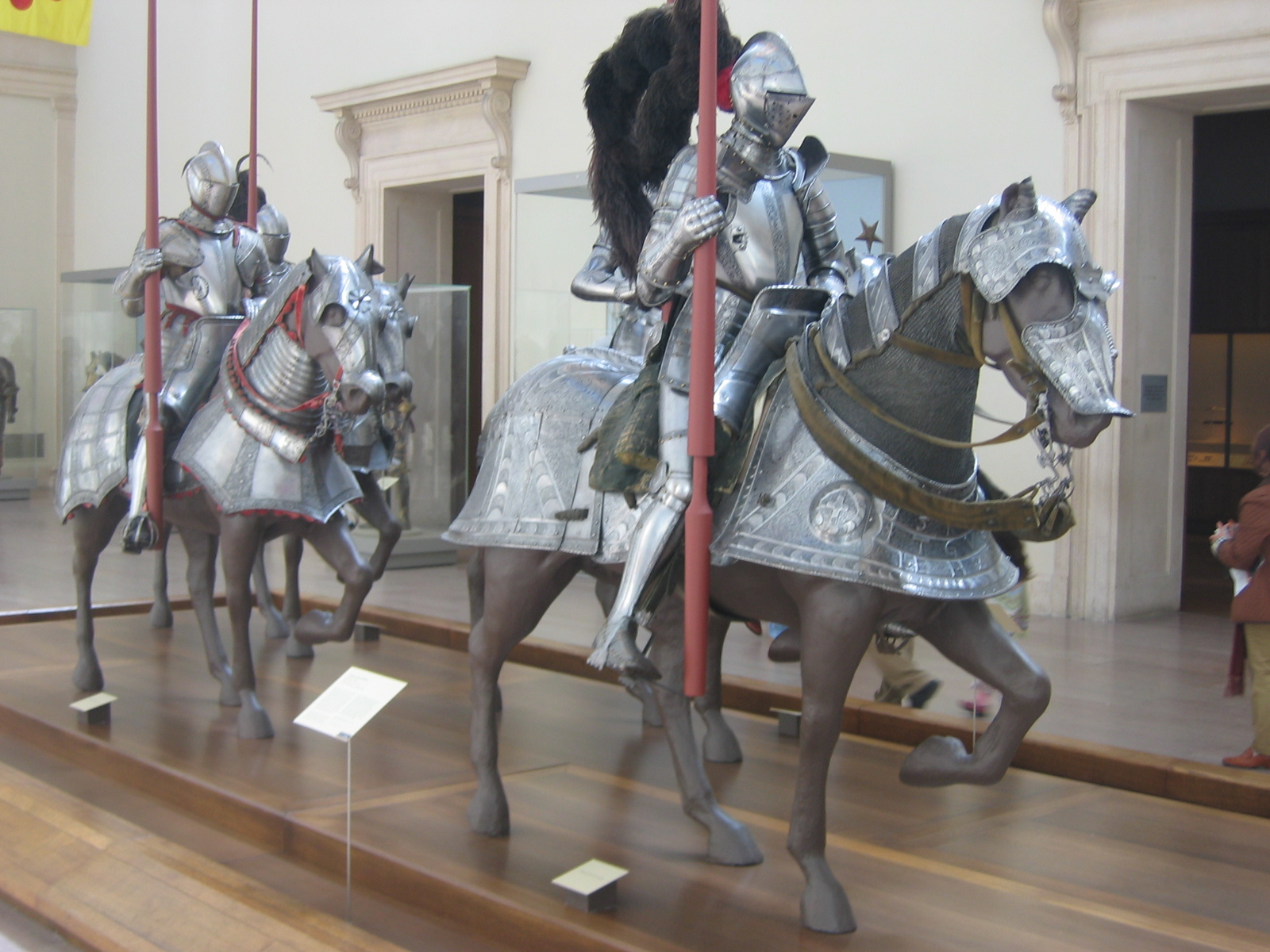
Konie w lekkich naczółkach
Pełny naczółek, widoczne ozdobne kratki na oczy i tuleje na uszy
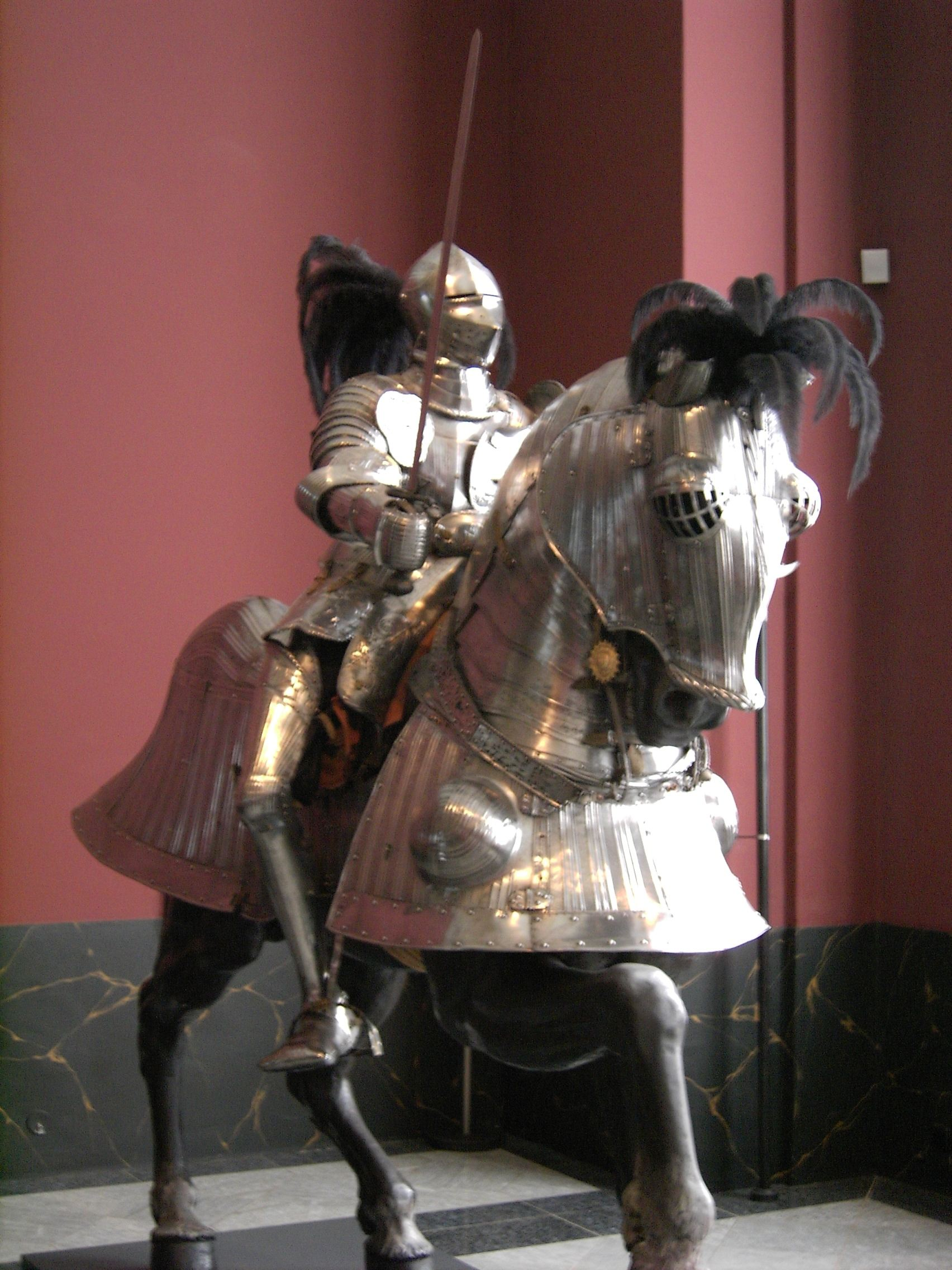
Koń w ciężkim naczółku z wzmocnionymi płytkami policzkowi i kratkami na oczy
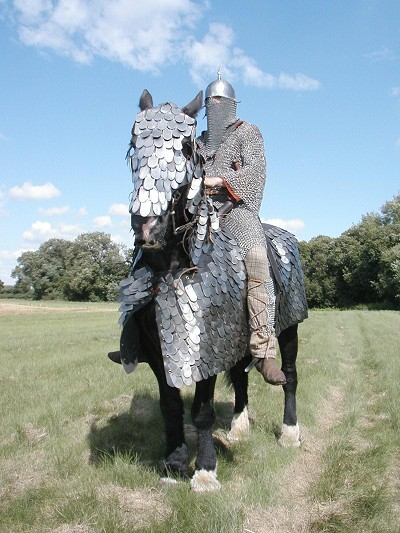
Koń w zbroi łuskowej, widoczny lekki naczółek bez ochrony oczu